# Ronde van de Provence 2020
De 5e editie van de wielerwedstrijd Ronde van de Provence werd verreden van 13 tot en met 16 februari 2020 met start in Châteaurenard en finish in Aix-en-Provence. De ronde maakte deel uit van de UCI ProSeries 2020-kalender. De wedstrijd werd in 2019 gewonnen door de Spanjaard Gorka Izagirre. Dit jaar won de Colombiaan Nairo Quintana.

## Deelname
Er gingen veertien UCI World Tour-ploegen, vier UCI ProTeams en twee continentale teams van start, waarbij B&B Hotels en Jumbo-Visma beide met zes en de overige 19 met elk zeven renners van start gingen wat het totaal op 145 deelnemers bracht.
| WorldTour                                                                                               | WorldTour                                                                                                   | ProTeam | Continentaal                                              |
| --- | --- | --- | --------------------------------------------------------- |
| AG2R La Mondiale Astana Pro Team CCC Team Cofidis Deceuninck–Quick-Step EF Education First Groupama-FDJ | Israel Start-Up Nation Movistar Team NTT Pro Cycling Team INEOS Team Jumbo-Visma Team Sunweb Trek-Segafredo | Arkéa-Samsic B&B Hotels-Vital Concept p/b KTM Circus-Wanty-Gobert NIPPO DELKO One Provence Total Direct Energie | Natura4Ever-Roubaix-Lille Métropole Saint Michel-Auber 93 |

## Etappe-overzicht
| Etappe | Datum       | Start         | Finish                       | Type       | Afstand | Winnaar          | Klassementsleider |
| ------ | ----------- | ------------- | ---------------------------- | ---------- | ------- | ---------------- | ----------------- |
| 1e     | 13 februari | Châteaurenard | Saintes-Maries-de-la-Mer     | Vlakke rit | 149 km  | Nacer Bouhanni   | Nacer Bouhanni    |
| 2e     | 14 februari | Aubagne       | La Ciotat                    | Bergrit    | 175 km  | Aleksandr Vlasov | Aleksandr Vlasov  |
| 3e     | 15 februari | Istres        | Mont Ventoux, Chalet Reynard | Bergrit    | 174 km  | Nairo Quintana   | Nairo Quintana    |
| 4e     | 16 februari | Avignon       | Aix-en-Provence              | Heuvelrit  | 171 km  | Owain Doull      | Nairo Quintana    |

## Klassementenverloop
| Etappe       | Winnaar          | Algemeen klassement · | Puntenklassement · | Bergklassement ·   | Jongerenklassement · | Ploegenklassement · |
| ------------ | ---------------- | --------------------- | ------------------ | ------------------ | -------------------- | ------------------- |
| 1            | Nacer Bouhanni   | Nacer Bouhanni        | Nacer Bouhanni     | Charlie Quarterman | Charlie Quarterman   | Team Sunweb         |
| 2            | Aleksandr Vlasov | Aleksandr Vlasov      | Aleksandr Vlasov   | Jonas Koch         | Aleksandr Vlasov     | Astana Pro Team     |
| 3            | Nairo Quintana   | Nairo Quintana        | Aleksandr Vlasov   | Jonas Koch         | Aleksandr Vlasov     | Astana Pro Team     |
| 4            | Owain Doull      | Nairo Quintana        | Aleksej Loetsenko  | Jonas Koch         | Aleksandr Vlasov     | Astana Pro Team     |
| 0Eindstanden | 0Eindstanden     | Nairo Quintana        | Aleksej Loetsenko  | Jonas Koch         | Aleksandr Vlasov     | Astana Pro Team     |

### Algemeen klassement
| Plaats | Naam              | Ploeg                          | Tijd      |
| ------ | ----------------- | ------------------------------ | --------- |
| 1      | Nairo Quintana    | Arkéa-Samsic                   | 15u31'50" |
| 2      | Aleksandr Vlasov  | Astana Pro Team                | + 1'04"   |
| 3      | Aleksej Loetsenko | Astana Pro Team                | + 1'28"   |
| 4      | Hugh Carthy       | EF Education First Pro Cycling | + 1'38"   |
| 5      | Wilco Kelderman   | Team Sunweb                    | + 2'16"   |
| 6      | Eddie Dunbar      | Team INEOS                     | + 2'21"   |
| 7      | Thibaut Pinot     | Groupama-FDJ                   | + 2'22"   |
| 8      | Sepp Kuss         | Team Jumbo-Visma               | + 2'26"   |
| 9      | Jesús Herrada     | Cofidis                        | z.t.      |
| 10     | David Gaudu       | Groupama-FDJ                   | + 2'35"   |
|        |                   |                                |           |
| 37     | Pieter Serry      | Deceuninck–Quick-Step          | + 8'00"   |

### Puntenklassement
| Plaats    | Naam              | Ploeg               | Punten |
| --------- | ----------------- | ------------------- | ------ |
| Rode trui | Aleksej Loetsenko | Astana Pro Team     | 30     |
| 2         | Aleksandr Vlasov  | Astana Pro Team     | 24     |
| 3         | Nairo Quintana    | Arkéa-Samsic        | 20     |
|           |                   |                     |        |
| 4         | Wilco Kelderman   | Team Sunweb         | 18     |
| 30        | Timothy Dupont    | Circus-Wanty-Gobert | 5      |

### Bergklassement
| Plaats                | Naam           | Ploeg                    | Punten |
| --------------------- | -------------- | ------------------------ | ------ |
| Bolletjestrui (blauw) | Jonas Koch     | CCC Team                 | 18     |
| 2                     | Victor Lafay   | Cofidis                  | 14     |
| 3                     | Romain Combaud | NIPPO DELKO One Provence | 13     |
|                       |                |                          |        |
| 10                    | Timothy Dupont | Circus-Wanty-Gobert      | 4      |

### Jongerenklassement
| Plaats      | Naam             | Ploeg           | Tijd      |
| ----------- | ---------------- | --------------- | --------- |
| Groene trui | Aleksandr Vlasov | Astana Pro Team | 15u32'54" |
| 2           | Eddie Dunbar     | Team INEOS      | + 1'17"   |
| 3           | David Gaudu      | Groupama-FDJ    | + 1'31"   |
|             |                  |                 |           |
| 7           | Sam Oomen        | Team Sunweb     | + 3'05"   |

### Ploegenklassement
| Plaats | Ploeg                          | Tijd      |
| ------ | ------------------------------ | --------- |
| 1      | Astana Pro Team                | 46u43'02" |
| 2      | Groupama-FDJ                   | + 1'55"   |
| 3      | EF Education First Pro Cycling | + 2'38"   |

2016 · 2017 · 2018 · 2019 · 2020 · 2021· 2022 · 2023 · 2024 · 2025